# 스타일시트 언어

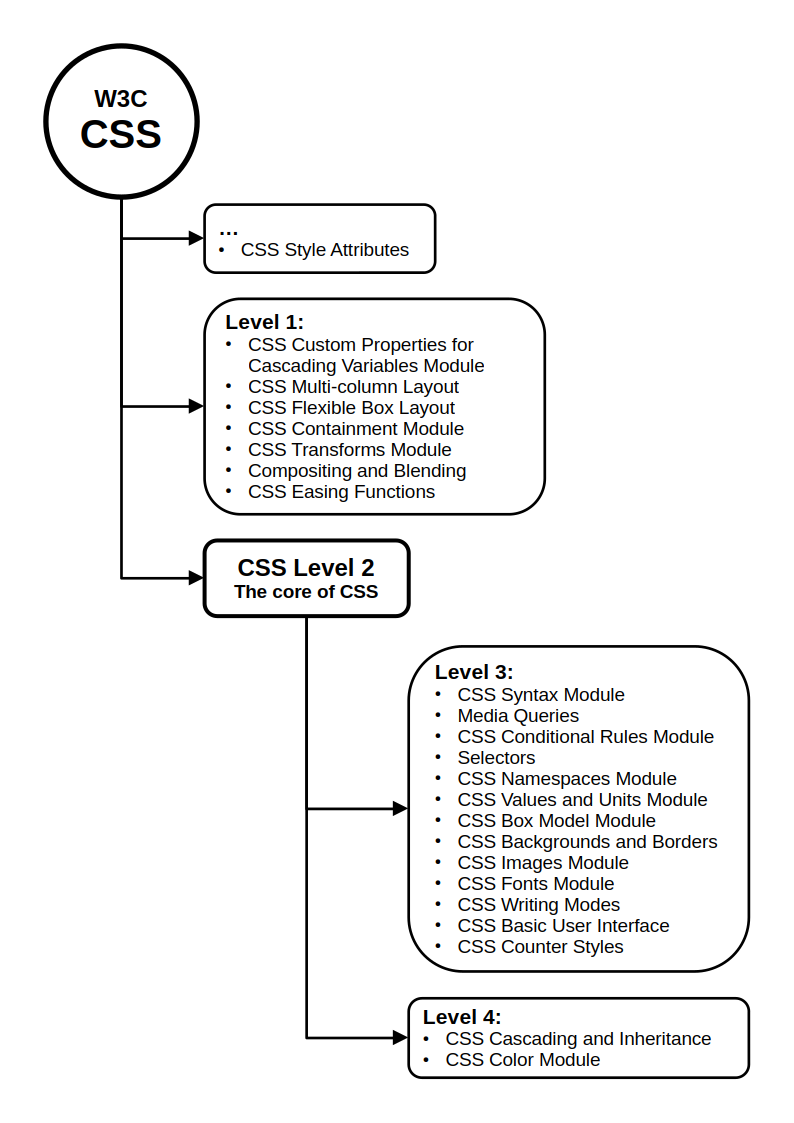
스타일시트 언어인 CSS의 스냅샷

스타일시트 언어(Style sheet language) 또는 스타일 언어는 구조적 문서의 표현을 나타내는 컴퓨터 언어이다. 구조적 문서의 매력적인 특징 중 하나는 콘텐츠를 여러 상황에서 재사용하고 다양한 방식으로 표현할 수 있다는 것이다. 다른 스타일시트를 논리적 구조에 첨부하여 다른 표현을 생성할 수 있다.
널리 사용되는 현대적인 스타일시트 언어 중 하나는 HTML, XHTML, 확장형 벡터 그래픽, XUL 및 기타 마크업 언어로 작성된 문서를 스타일링하는 데 사용되는 캐스케이딩 스타일시트이다.
구조적 문서의 콘텐츠를 표현하려면 색상, 글꼴 및 레이아웃과 같은 스타일 규칙 세트가 적용되어야 한다. 스타일 규칙 모음을 스타일시트라고 한다. 서면 문서 형태의 스타일시트는 편집자와 인쇄인이 표현, 철자 및 구두점의 일관성을 보장하기 위해 오랫동안 사용해 왔다. 전자 출판에서는 스타일시트 언어가 주로 철자 및 구두점보다는 시각적 표현의 맥락에서 사용된다.

## 구성 요소
모든 스타일시트 언어는 다음 영역에서 기능을 제공한다.
구문스타일시트 언어는 기계가 읽을 수 있는 방식으로 표현되기 위해 구문이 필요하다. 예를 들어, CSS 구문으로 작성된 간단한 스타일시트가 있다.
```
h1
 
{
 
font-size
:
 
1.5
em
 
}

```

이것은 1단계 제목이 주변 텍스트 글꼴 크기의 1.5배 글꼴 크기로 표시되어야 함을 나타낸다.
선택자선택자는 스타일 규칙의 영향을 받을 요소를 지정한다. 따라서 선택자는 문서의 구조와 스타일시트의 스타일 규칙 사이의 연결 고리이다. 위 예에서 "h1" 선택자는 모든 h1 요소를 선택한다. 더 복잡한 선택자는 예를 들어 컨텍스트, 속성 및 콘텐츠를 기반으로 요소를 선택할 수 있다.
속성모든 스타일시트 언어는 요소 렌더링의 한 측면을 변경하기 위해 값을 부여할 수 있는 속성 개념을 가지고 있다. 위 예에서는 CSS의 "font-size" 속성이 사용된다. 일반적인 스타일시트 언어는 일반적으로 문서 표현을 설명하는 약 50개의 속성을 가지고 있다.
값 및 단위속성은 특정 값이 할당되어 요소의 렌더링을 변경한다. 값은 문자열, 키워드, 숫자 또는 단위 식별자가 있는 숫자일 수 있다. 또한 값은 위에 언급된 여러 값을 포함하는 목록 또는 표현식일 수 있다. 시각적 스타일시트의 일반적인 값은 길이이다. 예를 들어, 숫자(1.5)와 단위(em)로 구성된 "1.5em"이다. CSS의 "em" 값은 주변 텍스트의 글꼴 크기를 나타낸다. 일반적인 스타일시트 언어는 약 10가지 다른 단위를 가지고 있다.
값 전파 메커니즘모든 요소의 모든 속성에 대한 모든 값을 명시적으로 지정하는 것을 피하기 위해 스타일시트 언어에는 값을 자동으로 전파하는 메커니즘이 있다. 값 전파의 주요 이점은 스타일시트가 덜 장황하다는 것이다. 위 예에서는 글꼴 크기만 지정된다. 다른 값은 값 전파 메커니즘을 통해 찾아진다. 상속, 초기값 및 캐스케이딩은 값 전파 메커니즘의 예이다.
서식 모델모든 스타일시트 언어는 어떤 종류의 서식 모델을 지원한다. 대부분의 스타일시트 언어는 최종 표현에서 텍스트 및 기타 콘텐츠가 어떻게 배치되는지 자세히 설명하는 시각적 서식 모델을 가지고 있다. 예를 들어, CSS 서식 모델은 블록 수준 요소(그 중 "h1"이 예이다)가 부모 요소의 너비를 채우도록 확장됨을 지정한다. 일부 스타일시트 언어에는 청각 서식 모델도 있다.